# Setoctena polla
Setoctena polla är en fjärilsart som beskrevs av William Schaus 1903. Setoctena polla ingår i släktet Setoctena och familjen trågspinnare. Inga underarter finns listade i Catalogue of Life.